# São Pedro (ort)
São Pedro är en ort i Brasilien.   Den ligger i kommunen São Pedro och delstaten São Paulo, i den sydöstra delen av landet, 800 km söder om huvudstaden Brasília. São Pedro ligger 566 meter över havet och antalet invånare är 27 068.
Terrängen runt São Pedro är platt åt sydost, men åt nordväst är den kuperad. São Pedro är det största samhället i trakten.
Omgivningarna runt São Pedro är huvudsakligen savann. Runt São Pedro är det ganska tätbefolkat, med 52 invånare per kvadratkilometer.